# Zale zana
Zale zana là một loài bướm đêm trong họ Erebidae.